# Fulmini a ciel sereno
Fulmini a ciel sereno (Out of the Blue) è un film del 1947 diretto da Leigh Jason.

## Trama
Arthur Earthleigh, un timido inquilino che vive in un appartamento del Greenwich Village, completamente soggiogato dalla prepotente e inflessibile moglie Mae. La loro vita è ulteriormente complicata dal vicino, il pittore bohémien David Gelleo, che anima costantemente il palazzo con feste chiassose e un viavai ininterrotto di affascinanti modelle, tra cui la sofisticata Deborah. Ad aggiungere scompiglio è il vivace pastore tedesco di David, Rabelais, la cui presenza e le scorribande tra le terrazze dei due appartamenti sono fonte di continui fastidi per Arthur. Quando Mae si allontana per qualche giorno per far visita a sua sorella, Arthur cerca un po' di libertà e decide di fare un giro in un bar. Lì incontra Olive Jensen, un'eccentrica arredatrice con una passione per il brandy e un approccio disinvolto alle convenzioni sociali. Olive finisce per seguirlo a casa e si installa nell'appartamento di Arthur con una naturalezza sconcertante, arrivando persino a ridecorare la stanza degli ospiti a sua insaputa. La mattina seguente, Arthur scopre che Olive ha passato la notte da lui e, nel tentativo di convincerla ad andarsene, la urta accidentalmente, facendola cadere a terra. Convinto di averla uccisa, il panico lo assale. Da questo momento, il "corpo" di Olive inizia una serie di spostamenti rocamboleschi: il vicino David si rende conto della situazione e sfrutta la paura di Arthur di essere accusato di omicidio per ricattarlo manipolandolo affinché ritiri una richiesta legale che Arthur aveva intenzione di presentare per costringere David a sbarazzarsi del suo cane, Rabelais. A complicare ulteriormente la situazione per il povero Arthur, che cerca disperatamente di evitare uno scandalo prima del ritorno di sua moglie, c'è la presenza di un serial killer che si aggira per il Village. Due anziane e ficcanaso vicine di casa iniziano a sospettare che Olive sia l'ultima vittima del killer. Tra equivoci sempre più assurdi, presunti decessi che si rivelano non tali e un crescente numero di guai, la spirale di eventi sta per raggiungere un punto di non ritorno, proprio mentre Mae sta per fare il suo inaspettato ritorno a casa.